# Birgit Clarius
Birgit Clarius, po mężu Heß (ur. 18 marca 1965 w Gießen) – niemiecka lekkoatletka, wieloboistka. Uczestniczka letnich igrzysk olimpijskich w Barcelonie (1992).

## Sukcesy sportowe
- sześciokrotna medalistka mistrzostw Niemiec w siedmioboju – czterokrotnie złota (1990, 1992, 1993, 1994), srebrna (1988) oraz brązowa (1989)[1]

| Rok  | Miasto    | Zawody                    | Konkurencja | Wynik         |
| ---- | --------- | ------------------------- | ----------- | ------------- |
| 1990 | Split     | Mistrzostwa Europy        | siedmiobój  | 7. miejsce    |
| 1991 | Sheffield | Uniwersjada               | siedmiobój  | złoty medal   |
| 1992 | Genua     | Halowe mistrzostwa Europy | pięciobój   | 4. miejsce    |
| 1992 | Barcelona | Igrzyska olimpijskie      | siedmiobój  | 7. miejsce    |
| 1993 | Toronto   | Halowe mistrzostwa świata | pięciobój   | brązowy medal |
| 1993 | Stuttgart | Mistrzostwa świata        | siedmiobój  | 8. miejsce    |

## Rekordy życiowe
| konkurencja | na stadionie                    | w hali                     |
| ----------- | ------------------------------- | -------------------------- |
| pięciobój   |                                 | 4641 – Toronto, 12.03.1993 |
| siedmiobój  | 6500 – Vaterstetten, 20.06.1993 |                            |